# Mandaryna
Marta Katarzyna Wiktoria Wiśniewska, közismert művésznevén Mandaryna (Łódź, 1978. március 12. –) lengyel énekesnő, színésznő és táncos.
1978. március 12-én született Marta Mandrykiewicz néven Łódź-ban, Lengyelországban. Egy lengyel együttes, az Ich Troje táncosnőjeként, és Michał Wiśniewskinek, az Ich Troje frontemberének partnereként vált ismertté. Mandaryna 2004-ben indította el énekesi karrierjét, első kislemeze, a Whitesnake "Here I Go Again" c. dalának feldolgozása sikerrel debütált hazájában. Első két albuma, a Mandaryna.com és a Mandarynkowy sen, 2004-ben és 2005-ben jelentek meg. Mindkét album jól szerepelt a lemezeladási listákon Lengyelországban. 2005-ben nagy vitát váltott ki a Sopoti Fesztiválon Mandaryna fellépése, hangi adottságának állítólagos hiánya miatt. Ettől függetlenül, a fesztiválon előadott "Ev'ry Night" című dala hatalmas sláger lett, és valószínűleg ez mindmáig a legismertebb száma. Az "Ev'ry Night" szerzői és producerei Harald Reitinger and Uli Fischer, akikkel évekig együtt dolgozott, 90%-ban ők játszottak szerepet karrierje alakulásában.

## Karrier
Kamaszkorától kezdve, Marta több műfajban vett táncórákat és tagja volt számos tánccsoportnak. 2000-ben lett az Ich Troje - az abban az időben igazán népszerű lengyel popzenekar - táncosa és koreográfusa. Marta hamarosan kapcsolatba kezdett Michał Wiśniewskivel, a csapat vezetőjével, és szerepeltek a Jestem, jaki jestem (Az vagyok, ami vagyok) című, megosztó valóságshow-ban, ami egy népszerű televízió-műsor volt.
Mandaryna 2004-ben debütált a "Here I Go Again" című dalával - ami eredetileg a Whitesnake száma -, a dal producere a nemzetközileg ismert Groove Coverage volt. Még abban évben nyáron megjelent első albuma, Mandaryna.com címmel, és olyan jól fogyott a lemez a boltokban, hogy aranylemez lett Lengyelországban. Németországban és Ausztriában is megjelent. 2005-ben részt vett a Sopoti Fesztiválon, ahol élőben előadta Ev'ry Night c. dalát. Az előadás bebizonyította, hogy hiányos hangi képességekkel rendelkezik, országos vitát váltott ki és negatív kritikát kapott. Mindenesetre, az "Ev'ry Night" nagy siker volt Lengyelországban, és az azt követő második album, a Mandarynkowy sen, ami első helyre került  a lemezeladási listán Lengyelországban. A lemezre felkerült Bon Jovi "You Give Love A Bad Name" című dalának feldolgozása, ami figyelemreméltó sikert ért el következő kislemezként.
Mandaryna 2006-ban jelentette meg "Stay Together" című kislemezét és elkezdte készíteni harmadik stúdióalbumát.  Emellett leforgatta saját, rövid életű TV show-ját, Let’s Dance, czyli zrobię dla was wszystko címmel. 2007-ben új dalt készített, "Heaven" címmel, amivel ismét feltűnést keltett, miután azzal a plágiummal vádolták meg, hogy Madonna "Jump" című dalára nagyon hasonlít. Ugyanebben az évben, megnyitotta első táncstúdióját, a Mandaryna Dance Studio-t, ami a sikeres tánciskola-hálózatok közé nőtte ki magát, és rendszeresen szerepelt a Rozmowy w toku című népszerű talk showban. A harmadik stúdióalbum, a Third Time: Mandaryna4You, 2008 januárra volt betervezve, de mivel  egy komoly konfliktus alakult ki Mandaryna, a menedzsere, Katarzyna Kanclerz és a zenei producere, Marek Sośnicki között, az album megjelenését leállították és mindmáig nem jelent meg. Mandaryna alapított egy együttest 2be3 néven, és a New Kids on the Block “Step by Step”-jének feldolgozását készítették el. 2009-ben visszatért az AOK című albummal. Bár az album megbukott a slágerlistákon, a “Good Dog Bad Dog” kislemez figyelemreméltó népszerűséget szerzett.
2010-ben zsűritagként részt vett a lengyel VIVA csatornán futó népszerű TV-műsorban, a Hot or Not-ban. Ezenkívül bejelentette, hogy következő stúdióalbumán dolgozik, ami a Sugar Sugar címet kapta volna. Az album nem jelent meg, de 2012-ben Mandaryna visszatért egy új kislemezzel, a Bring the Beat-tel. 2013-ban az énekesnő bejelentette, hogy befejezte zenei karrierjét és helyette a tánciskoláinak a fejlesztésére koncentrál üzletasszonyként.

## Magánélet
Mandaryna hozzáment  Michał Wiśniewski-hez, az Ich Troje lengyel popegyüttes frontemberéhez. Két gyerekük született, Xavier Michał (2002. június 24.) és Fabienne Marta (2003. augusztus 21.), mindketten Varsóban. Jelenleg kapcsolatban él Wojtek Bąkiewicz-cel, aki a lengyel Playboy és a CKM magazinoknak dolgozik, mint fényképész. Mandaryna cukorbeteg.

## Fordítás
- Ez a szócikk részben vagy egészben  a   Mandaryna című angol Wikipédia-szócikk fordításán alapul.  Az eredeti cikk szerkesztőit annak laptörténete sorolja fel. Ez a jelzés csupán a megfogalmazás eredetét és a szerzői jogokat jelzi, nem szolgál a cikkben szereplő információk forrásmegjelöléseként.